# Antonov An-148
Antonov An-148 (ukrajinsko Антонов Ан-148) je ozkotrupno reaktivno regionalno potniško letalo, načrtovano in izdelano pri podjetju Antonov v sodelovanju z Letalskim podjetjem Voronež. Načrtovati so ga začeli v devetdesetih, leta 2002 se je začela izdelava treh prototipov pri Aviantu. Krstni let je bil 17. decembra 2004. Ima dolet 2100–4400 kilometrov s 66-99 potniki. An-158 je podaljšana varianta z več potniki. Okrog 70 % delov je ruskih.
Antonov An-178 je vojaška tovorna različica.

## Tehnične specifikacije
| Measurement                      | 148-100A                                                       | 148-100B                                                       | 148-100E                                                       | 158                                          |
| -------------------------------- | -------------------------------------------------------------- | -------------------------------------------------------------- | -------------------------------------------------------------- | -------------------------------------------- |
| Posadka                          | 2                                                              | 2                                                              | 2                                                              | 2                                            |
| Število sedežev                  | 68 (8+60, mešano) 75 (1. razred) 85 (1. razred, gosto)         | 68 (8+60, mešano) 75 (1. razred) 85 (1. razred, gosto)         | 68 (8+60, mešano) 75 (1. razred) 85 (1. razred, gosto)         | 86 (12+74, mešano) 99 (1. razred, gosto)     |
| Dolžina sedeža                   | 35 & 32 in (mešano) 32 in (1. razred) 30 in (1. razred, gosto) | 35 & 32 in (mešano) 32 in (1. razred) 30 in (1. razred, gosto) | 35 & 32 in (mešano) 32 in (1. razred) 30 in (1. razred, gosto) | 34 & 31 in (mešano) 30 in (1. razred, gosto) |
| Dolžina                          | 29,13 m                                                        | 29,13 m                                                        | 29,13 m                                                        | 30,83 m                                      |
| Razpon kril                      | 28,91 m                                                        | 28,91 m                                                        | 28,91 m                                                        | 28,56 m                                      |
| Površina kril                    | 87,32 m²                                                       | 87,32 m²                                                       | 87,32 m²                                                       | –                                            |
| Višine                           | 8,19 m                                                         | 8,19 m                                                         | 8,19 m                                                         | 8,20 m                                       |
| Širina kabine                    | 3,15 m                                                         | 3,15 m                                                         | 3,15 m                                                         | 3,15 m                                       |
| Višina kabine                    | 2,00 m                                                         | 2,00 m                                                         | 2,00 m                                                         | 2,00 m                                       |
| Maks. vzletna teža               | 38.550 kg                                                      | 41.950 kg                                                      | 43.700 kg                                                      | 43.700 kg                                    |
| Največji tovor                   | 9.000 kg                                                       | 9.000 kg                                                       | 9.000 kg                                                       | 9.800 kg                                     |
| Prostor za tovor                 | 14,60 m3                                                       | 14,60 m3                                                       | 14,60 m3                                                       | –                                            |
| Vzletna dolžina                  | 1.560 m                                                        | 1.800 m                                                        | 1.885 m                                                        | 1.900 m                                      |
| Višina leta                      | 12.200 m                                                       | 12.200 m                                                       | 12.200 m                                                       | 12.200 m                                     |
| Potovalna hitrost                | 800 km/h do 870 km/h (497 mph to 541 mph)                      | 800 km/h do 870 km/h (497 mph to 541 mph)                      | 800 km/h do 870 km/h (497 mph to 541 mph)                      | 800 km/h do 870 km/h (497 mph to 541 mph)    |
| Dolet (s 75 potniki 148 variant) | 2.100 km (1.300 mi)                                            | 3.500 km (2.200 mi)                                            | 4.400 km (2.700 mi)                                            | 2.500 km (1.600 mi)                          |
| Poraba goriva                    | 1,550 kg/h (3,417 lb/h)                                        | 1,600 kg/h (3,527 lb/h)                                        | 1,650 kg/h (3,638 lb/h)                                        | 1,800 kg/h (3,968 lb/h)                      |
| Motor (x 2)                      | Progress D-436                                                 | Progress D-436                                                 | Progress D-436                                                 | Progress D-436                               |
| Potisk motorjev (x 2)            | 6.830 Kgf 15.058 lbf (67.0 kN)                                 | 6.830 Kgf 15.058 lbf (67.0 kN)                                 | 6.830 Kgf 15.058 lbf (67.0 kN)                                 | –                                            |